# جولیو ناتا
جولیو ناتا (به ایتالیایی: Giulio Natta) (زاده ۲۶ فوریه ۱۹۰۳ - درگذشته ۲ مه ۱۹۷۹) شیمیدان ایتالیایی و برنده جایزه نوبل است. جایزه نوبل شیمی برای کشف در زمینه شیمی و فناوری پلیمرها، کاتالیزگر زیگلر-ناتا به طور مشترک در سال ۱۹۶۳ به او و کارل زیگلر اعطا شد.

## زندگی‌نامه

### سال‌های اولیه
ناتا در امپریا، ایتالیا متولد شد. او در سال ۱۹۲۴ مدرک خود را در مهندسی شیمی از دانشگاه پلی‌تکنیک میلان گرفت. در سال ۱۹۳۳ او استاد و مدیر موسسه شیمی عمومی دانشگاه پاویا شد و تا سال ۱۹۳۵ در این شهر ماند. در آن سال او به عنوان استاد کامل در شیمی و فیزیک دانشگاه ساپینزا رم منصوب شد.